# Qu Yunxia
Yunxia Qu (Dalian, República Popular China; 25 de diciembre de 1972) es una atleta china, especialista en las pruebas de los 1500 y los 3000 metros lisos.
El 11 de septiembre de 1993 batió, en Pekín, el récord mundial de los 1500 metros situándolo en un tiempo de 3:50.46 segundos, récord que duró veintidós años, hasta julio de 2015, cuando Genzebe Dibaba lo bajó a 3:50.07 segundos.